# Conus chusaki
Conus chusaki é uma espécie de gastrópode do gênero Conus, pertencente à família Conidae.